# Garmarna
A Garmarna egy svéd folk-rock együttes. 1990-ben alakultak meg, dalaikban pedig leginkább régi skandináv balladákat dolgoznak fel.

## Történet
A Garmarnát 1990-ben alapította meg Stefan Brisland-Ferner, Gotte Ringqvist és Rickard Westman, akiket különösen megihlettek a színházban hallott régi svéd zenék, így maguk is elkezdtek további régi dallamok és hangszerek után kutatni. Amikor Jens Höglin, a dobos, csatlakozott hozzájuk, ők már egy éve együtt zenéltek.
1992-ben vették fel az első kislemezüket. Úgy gondolták, hogy a zenéjük egyébként sötét hangulatához kellemes kontrasztot jelentene egy női énekhang, így a kislemez felvételéhez elhívták Emma Härdelin-t, az együttes egy régi barátját, vendégénekesnek – aki aztán 1993-ban hivatalosan is csatlakozott a csapathoz. A bemutatkozó kislemez jól fogyott Svédországban és nagyban segítette a skandináviai turnéjukat.
A Vittrad album összeállításakor döntöttek úgy, hogy sampling-ot és sequencer-t is bevetnek. 1994-ben az Omnium kiadta az albumot az USA-ban, angol szöveggel.
1996-ban nekivágtak a hosszadalmas németországi turnéjuknak és kiadták a Guds Spelemän albumot is, ami megint csak jól fogyott Svédországban, és ezúttal már nemzetközileg is jelentős figyelmet keltett.
1998-ban, Felicia Konrad színésznővel együtt koncertsorozatot adtak különböző észak-svédországi templomokban, ahol is Hildegard von Bingen középkori műveit mutatták be saját értelmezésükben.
1999-ben adták ki a harmadik, Vedergällningen címet viselő albumukat, amely már inkább a rock és a trip-hop felé hajlott.
Ezután visszatértek a stúdióba, hogy teljes egészében formába öntsék a Hildegard von Bingen albumot, amely aztán 2001-ben láthatott napvilágot.

## Tagok
- Stefan Brisland-Ferner, hegedű, tekerőlant és sampler.
- Emma Härdelin, vokál, hegedű.
- Jens Höglin, dobok, ütősök.
- Gotte Ringqvist, gitár, hegedű és háttérvokál.
- Rickard Westman, gitár, basszusgitár, e-bow.

## Diszkográfia

### Albumok
- Garmarna (1993, EP)
- Vittrad (Fonnyadtan) (1994)
- Guds spelemän (Isten zenészei) (1996)
- Vedergällningen (Bosszú) (1999)
- Hildegard von Bingen (2001)
- Garmarna (2003, az 1993-as EP újrakiadása 6 bónusz számmal)
- 6 (2016)

### Kislemezek
- Euchari (1999)
- Gamen (A keselyű) (1999 – hallható a Project Gotham Racing 2-ben is)
- En gång ska han gråta (Egyszer fog sírni) (1997)
- Herr Holger (Holger úr) (1996)
- Över gränsen (2015)

### Egyebek
- A Rastlös (Rasta Hunden) a We´re Only In It For The Money (1999) összeállításban.

## Lásd még
- Triakel